# Stoneham-et-Tewkesbury
Stoneham-et-Tewkesbury ist eine Gemeinde im Süden der kanadischen Provinz Québec. Sie liegt in der Verwaltungsregion Capitale-Nationale, etwa 25 km nördlich des Zentrums der Provinzhauptstadt Québec. Die Gemeinde in der regionalen Grafschaftsgemeinde (municipalité régionale du comté) La Jacques-Cartier hat eine Fläche von 670,67 km² und zählt 9682 Einwohner (Stand: 2021).

## Geographie
Das Territorium von Stoneham-et-Tewkesbury umfasst ein weitläufiges, fast gänzlich bewaldetes Gebiet in den Laurentinischen Bergen. Die östliche Hälfte mit den Dörfern Stoneham und Saint-Adolphe gehört zum Einzugsgebiet des Rivière des Hurons. Dieser 30 km lange Fluss mündet in den Lac Saint-Charles, der wiederum die Quelle des Rivière Saint-Charles ist. Die westliche Hälfte mit dem Dorf Tewkesbury gehört zum Einzugsgebiet des Rivière Jacques-Cartier. Kleinere Gebiete im Norden und Südosten werden durch den Rivière Sainte-Anne bzw. den Rivière Montmorency entwässert. Bedeutende Teile des Gemeindegebiets liegen im Parc national de la Jacques-Cartier und in der Réserve faunique des Laurentides. Geologisch ist die Region Bestandteil des Kanadischen Schilds.
Nachbargemeinden sind Lac-Croche im Norden, Lac-Jacques-Cartier im Nordosten, Château-Richer im Osten, Sainte-Brigitte-de-Laval im Südosten, Lac-Beauport und Québec im Süden, Lac-Delage im Südwesten, Saint-Gabriel-de-Valcartier im Westen sowie Lac-Blanc im Nordwesten.

## Geschichte
Jahrhundertelang nutzten die Innu das heutige Gemeindegebiet für Jagd und Fischerei. Ende des 17. Jahrhunderts stellten sich huronische Flüchtlinge unter den Schutz der Franzosen und ließen sich im nahen Wendake nieder. Sie nutzten den Lac Saint-Charles und den Rivière des Hurons als Zugang zum ansonsten schwer zugänglichen Territorium, um dort ebenfalls zu jagen und zu fischen. Etwa zur selben Zeit verwendeten Jesuiten-Missionare den Sentier des Jésuites (Jesuitenweg), um rasch in die Region Saguenay–Lac-Saint-Jean zu gelangen.
Der englische Stallmeister Kenelm Chandler, der ursprünglich aus Tewkesbury in der Grafschaft Gloucestershire stammte und seit 1764 in der Stadt Québec stationiert war, erhielt im Jahr 1800 ein weitläufiges Gebiet am Rivière Jacques-Cartier zugesprochen. Dieser Besitz diente zunächst lediglich der Spekulation. Ein weiterer Engländer, Philip Toosey, erhielt 1792 das Tal des Rivière des Hurons zugesprochen und gründete dort die Siedlung Stoneham (benannt nach dem Dorf Stonham Aspal in der Grafschaft Suffolk). Chandler baute zwar 1802 eine Brücke, starb aber ein Jahr später. Aus diesem Grund setzte die Besiedlung von Tewkesbury erst gegen 1825 ein, als sich Iren, Engländer und Schotten niederließen. 1854 wurde in Stoneham ein Postamt eröffnet, ein Jahr später erfolgte die Gründung der Gemeinde Stoneham-et-Tewkesbury.
Die Eröffnung der St. Charles and Huron River Railway im Jahr 1912 ermöglichte die Intensivierung der Forstwirtschaft, ebenso den Abbau der Kiesvorkommen. Mit der Eröffnung der Straße in Richtung Lac Saint-Jean im Jahr 1951 und deren Ausbau zu einer Autobahn in den folgenden Jahrzehnten kam es in Stoneham-et-Tewkesbury zu einem raschen Wachstum der Einwohnerzahl, da die Gemeinde nun leicht von Québec aus erreichbar war. Damit einher ging auch der kontinuierliche Ausbau der touristischen Infrastruktur, während die Forstwirtschaft allmählich an Bedeutung verlor. Seit 2002 gehört Stoneham-et-Tewkesbury zum Zweckverband Communauté métropolitaine de Québec.

## Bevölkerung
Gemäß der Volkszählung 2011 zählte Stoneham-et-Tewkesbury 7.106 Einwohner, was einer Bevölkerungsdichte von 10,6 Einw./km² entspricht. 96,3 % der Bevölkerung gaben Französisch als Hauptsprache an, der Anteil des Englischen betrug 2,4 %. Als zweisprachig (Französisch und Englisch) bezeichneten sich 0,5 %, auf andere Sprachen und Mehrfachantworten entfielen 0,8 %. Ausschließlich Französisch sprachen 65,7 %. Im Jahr 2001 waren 89,0 % der Bevölkerung römisch-katholisch, 2,5 % protestantisch und 7,2 % konfessionslos.

## Wirtschaft und Verkehr

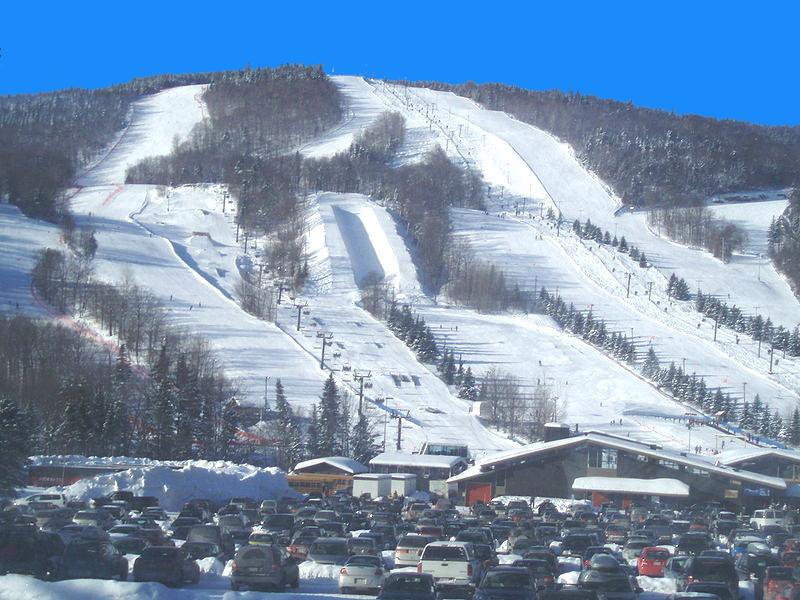
Wintersport in Stoneham

Wichtigster Wirtschaftszweig der Gemeinde ist der Tourismus. Die Station touristique Stoneham, rund zwei Kilometer nördlich des Ortes Stoneham im Seitental des Rivière Hibou gelegen, gehört zu den bedeutendsten Wintersportgebieten Québecs. Dort fanden unter anderem die Snowboard-Weltmeisterschaften 2013 statt.
Die Gemeinde wird durch die Autoroute 73 von Québec her erschlossen. Diese Autobahn geht nördlich von Stoneham in die Route 175 über, eine vierspurige Schnellstraße in Richtung Saguenay.

## Persönlichkeiten
- Laurie Blouin (* 1996), Snowboarderin
- Marie Levasseur (* 1997), Fußballspielerin